# Целіни (гміна Бодзентин)
Целіни (пол. Celiny) — село в Польщі, у гміні Бодзентин Келецького повіту Свентокшиського воєводства.
Населення — 308 осіб (2011).
У 1975-1998 роках село належало до Келецького воєводства.

## Демографія
Демографічна структура на день 31 березня 2011 року:
|          | Загалом | Допрацездатний вік | Працездатний вік | Постпрацездатний вік |
| -------- | ------- | ------------------ | ---------------- | -------------------- |
| Чоловіки | 149     | 32                 | 99               | 18                   |
| Жінки    | 159     | 38                 | 85               | 36                   |
| Разом    | 308     | 70                 | 184              | 54                   |